# Каллаган Маккарти, 3-й граф Кланкарти
Каллаган Маккарти, 3-й граф Кланкарти (англ. Callaghan MacCarty, 3rd Earl of Clancarty; около 1638 — 21 ноября 1676) — ирландский аристократ и пэр, второй сын Донога Маккарти, 1-го графа Кланкарти. Каллаган был предназначен для католической религиозной карьеры и поступил в семинарию или монастырь во Франции, где его семья была в изгнании во время правления Оливера Кромвеля. Однако, когда его старший брат Чарльз Маккарти погиб в битве при Лоустофте, а второй граф, его племянник, умер в младенчестве, он неожиданно оставил свое религиозное учреждение, вернулся в Ирландию, стал протестантом и принял титул. Незадолго до своей смерти он снова обратился в католичество.

## Рождение и происхождение
Каллаган родился в конце 1630-х или начале 1640-х годов, вероятно, в замке Бларни, графство Корк, провинция Манстер, Ирландия. Он был вторым сыном Донога Маккарти (1594—1665) и его жены Элеоноры Батлер . На момент его рождения отец Каллагана был 2-м виконтом Маскерри, но в 1658 году он получил титул 1-го графа Кланкарти. Его отец был членом династии Маккарти из Маскерри, гэльской ирландской семьи, происходившей от королей Десмонда. Мать Каллагана Элеонор Батлер (1612—1682) была старшей сестрой Джеймса Батлера, первого герцога Ормонда. Её семья, династия Батлеров, была древнеанглийской и происходила от Теобальда Уолтера, который был назначен главным дворецким Ирландии королем Англии Генрихом II в 1177 году. Родители Каллагана были католиками, они поженились до 1641 года.

## Ирландские войны
Каллаган Маккарти был ребёнком, когда его отец Доног Маккарти, лорд Маскерри, командовал армией конфедератов в Манстере во время Ирландских Конфедеративных войн, а затем ушел в отставку в начале августа 1647 года.
В мае 1647 года Доног Маккарти, виконт Маскерри, отправил старшего брата Каллагана, Кормака Маккарти, с полком во Францию на службу королю Людовику XIV.
В 1649 году лорд Маскерри снова взялся за оружие, чтобы противостоять Кромвелевскому завоеванию Ирландии. Он сражался до победного конца и сдал замок Росс близ Килларни английскому командиру Эдмунду Ладлоу 27 июня 1652 года, распустив свою 5-тысячную армию.
Чтобы гарантировать выполнение условий, лорд Маскерри отдал одного из своих сыновей в заложники английскому главнокомандующему Эдмунду Ладлоу. Этим сыном, должно быть, был Каллаган в возрасте 14 лет, так как его старший, Кормак, был со своим полком во Франции, а Джастин в возрасте 9 лет, вероятно, был с матерью, также во Франции.

## Первая ссылка
Лорду Маскерри победители разрешили отплыть в Испанию. Поместья семьи были утрачены по Акту о поселении 1652 года, принятом английским парламентом 12 августа.
Незадолго до падения замка Росс лорд Маскерри отослал свою жену, мать Каллагана, в безопасное место во Францию. Вероятно, её сопровождали младший брат Каллагана, Джастин, и его сестры. Его мать жила со своей сестрой Мэри Батлер, леди Гамильтон, в монастыре фельетонисток в Париже.
27 ноября 1658 года король Англии Карл II Стюарт пожаловал титул графа Кланкарти Доногу Маккарти в Брюсселе, где король находился в то время в изгнании. Благодаря этому титул виконта Маскерри стал второстепенным титулом семьи, который был дан в качестве титула учтивости наследнику графа. Старший брат Каллагана Чарльз (или Кормак) стал именоваться лордом Маскерри. Чарльз умер раньше своего отца и поэтому никогда не носил графский титул.

## Реставрация
Во время реставрации Стюартов Каллаган, которому было около 13 лет, и его старший брат Кормак остались во Франции, а его родители, младший брат Джастин и сестры вернулись на Британские острова. Каллаган готовился к религиозной карьере во французском монастыре, а Кормак остался в Дюнкерке со своим полком.
По мнению авторов, Каллаган был либо монахом, либо семинаристом.
Его отец, Доног Маккарти, 1-й граф Кланкарти, восстановил свои владения после принятия Акта о поселении 1662 года.

## Граф Кланкарти
4 марта 1665 года началась Вторая англо-голландская война. Через три месяца после начала войны, 3 июня 1665 года, его брат Чарльз Маккарти, лорд Маскерри, был убит на флагмане «Ройял Чарльз» в битве при Лоустофте, первом крупном морском сражении этой войны и английской победе. У его брата был маленький сын, также названный Чарльзом, который наследовал ему как очевидный наследник и виконт Маскерри. Однако их отец Доног Маккарти, 1-й граф Кланкарти, умер два месяца спустя, 4 августа 1665 года , а младший Чарльз (1663—1666) стал 2-м графом Кланкарти. Второй граф умер около года спустя, 22 сентября 1666 года, ещё младенцем.
В этот момент Джастин, третий сын, как ожидается, должен был унаследовать титул графа Кланкарти, поскольку Каллаган, будучи священником, будет пропущен, но Каллаган, услышав о смерти племянника, решил претендовать на отцовский титул. Он оставил французское религиозное учреждение и вернулся в Ирландию, где он соответствовал установленной религии, оставив католическую Церковь и присоединившись к протестантской церкви Ирландии. Поэтому он стал 3-м графом Кланкарти.

## Брак и дети
Лорд Кланкарти, женился на Элизабет Фицджеральд (1642 — февраль 1697/1698), шестой и младшей дочери Джорджа Фицджеральда, 16-го графа Килдэра (1612—1660), и его жены леди Джоан Бойл (1611—1657). Фицджеральды были старинной английской семьей, предок которой прибыл в Ирландию во время Норманнского вторжения в эту страну. Его жена была описана как «яростная протестантка, изолированная в католической семье».
У Каллагана и Элизабет было пятеро детей, один сын и четыер дочери, из которых три известны по имени:
- Доног Маккарти (1668 — 1 октября 1734), 4-й и последний граф Кланкарти (1676—1691)[24].
- Кэтрин Маккарти, замужем за Полом Дэвисом, 1-м виконтом Маунткашелем (ок. 1670—1716)[25]
- Маргарет Маккарти, умерла бездетной[26]
- Элизабет Маккарти, умерла бездетной[27].

## Смерть и преемственность
2-й граф Кланкарти скончался 21 ноября 1676 года в возрасте около 38 лет. Он, по-видимому, вернулся к своей первоначальной католической религии незадолго до своей смерти, вероятно, потребовав или приняв церемонию последнего помазания. Ему наследовал его единственный сын Доног (1668—1734), которому в то время было восемь лет. Его вдова Элизабет вновь в 1682 году вышла замуж за сэра Уильяма Дэвиса (ок. 1633—1687), лорда-верховного судью Ирландии (1680—1687), и умерла в 1698 году.